# Jolene (album Dolly Parton)
Jolene è il tredicesimo album in studio della cantante statunitense Dolly Parton pubblicato il 4 febbraio 1974 dalla RCA Victor.
L'omonimo singolo parla di una casalinga che si scontra con una bella seduttrice con la quale pensa che il marito abbia una relazione. Il brano è stato poi reinterpretat da numerosi altri artisti nel corso degli anni.

## Tracce
1. "Jolene" - 2:42
2. "When Someone Wants to Leave" - 2:04
3. "River of Happiness" - 2:18
4. "Early Morning Breeze" - 2:46
5. "Highlight of My Life" - 2:17
6. "I Will Always Love You" - 2:55
7. "Randy" - 1:51
8. "Living on Memories of You" - 2:45
9. "Lonely Comin' Down" (Porter Wagoner) - 3:12
10. "It Must Be You" (Blaise Tosti) - 1:49

## Formazione
- Dolly Parton – voce, chitarra
- Jimmy Colvard – chitarra
- Dave Kirby – chitarra
- Bobby Thompson – chitarra
- Chip Young – chitarra
- Pete Drake – pedal steel guitar
- Stu Basore – pedal steel guitar
- Bobby Dyson – basso
- Jerry Carrigan – batteria
- Larrie Londin – batteria
- Ralph Gallant – batteria
- Kenny Malone – batteria
- Buck Trent – banjo
- Mack Magaha – fiddle
- Johnny Gimble – fiddle
- Hargus "Pig" Robbins – piano
- David Briggs – piano
- Onie Wheeler – harmonica
- cori – The Nashville Edition